# Summanus
Summanus (dans la mythologie romaine et Summamus dans la mythologie étrusque) était le dieu des orages nocturnes. On l'associe à Jupiter sous le trait de Jupiter Sommanus.

## Étymologie
Le nom du dieu, Summanus, est composé du préfixe « sub » (avant) et du nom « mane » (matin). 

## Culte
Summanus aurait été introduit à Rome par le Sabin Titus Tatius.
Selon Pline qui se réfère aux livres des Étrusques, il est dit que « neuf dieux lancent la foudre, dont il y a onze espèces, le seul Jupiter en lançant trois. Les Romains n'ont conservé que deux espèces de foudres, attribuant celles du jour à Jupiter, celles de la nuit à Summanus ; ces dernières plus rares, sans doute pour la raison indiquée plus haut, la fraîcheur du ciel ». (Historia naturalis, Livre II, Pline).
On fêtait Summanus le 20 juin, jour du solstice d'été. On sacrifiait deux moutons noirs et on offrait à la statue des gâteaux en forme de roue appelés les summanalia, symbole de la lumière solaire. Georges Dumézil explique la date de sa fête, située presque au solstice d’été, par la nécessité de célébrer le dieu « montant », celui qui va voir son domaine nocturne augmenter régulièrement puisque ce dieu exerce son pouvoir de nuit et qu’à partir de cette date, la nuit ne va faire que s’allonger. Logiquement, ce dieu nocturne tonnant a été vu par les Romains comme le pendant nocturne de Jupiter.
Summanus a d'abord été honoré dans le temple de Jupiter sur le Capitole, à Rome. On raconte que la foudre frappa la statue du dieu située au sommet de ce temple et que sa tête fut retrouvée dans le Tibre (de la divination, Cicéron). Interprété comme la volonté de la divinité d'avoir son propre sanctuaire, l'événement aurait conduit à la construction, en 278 av. J.-C., au temps de la guerre contre Pyrrhus, du temple qui lui était consacré près du Circus Maximus.
Il est souvent confondu avec un membre des Mânes[réf. nécessaire].

## Nom associé
(11885) Summanus, astéroïde